# Titularbistum Morosbisdus
Morosbisdus (ital.: Morosbisdo) ist ein Titularbistum der römisch-katholischen Kirche. 
Es geht zurück auf ein früheres Bistum der antiken Stadt Morodvis in Mazedonien. Das Bistum gehörte der Kirchenprovinz Achrida an.
| Titularbischöfe von Morosbisdus |                      |                                       |                   |                 |
| Nr.                             | Name                 | Amt                                   | von               | bis             |
| 1                               | John Raymond McGann  | Weihbischof in Rockville Centre (USA) | 12. November 1970 | 3. Mai 1976     |
| 2                               | George Avis Fulcher  | Weihbischof in Columbus (USA)         | 24. Mai 1976      | 8. Februar 1983 |
| 3                               | James Thomas McHugh  | Weihbischof in Newark (USA)           | 20. November 1987 | 13. Mai 1989    |
| 4                               | Edward Michael Grosz | Weihbischof in Buffalo (USA)          | 22. November 1989 |                 |